# Pieter Philip van Bosse
Pour les articles homonymes, voir Bosse.
Pieter Philip van Bosse, né à Amsterdam le 16 décembre 1809 et mort à La Haye le 21 février 1879, est un important homme d'État libéral néerlandais. Entre 1848 et 1871, il est ministre des finances dans six gouvernements.

## Biographie
Il est d'abord industriel et avocat, et plus tard conseiller d'État. En tant que ministre sous Thorbecke, il libéralisa le commerce et la navigation. Sa loi abolissant le timbre pour les quotidiens en 1869 stimula fortement la publication de journaux.
Dans le gouvernement Kappeyne van de Coppello, il est encore à un âge avancé (68 ans) ministre des colonies.
Il est président du conseil intérimaire à trois reprises :
- du 12 mars au 19 avril 1866 ;
- du 19 mai au 3 juin 1866 ;
- du mois de juin au 5 juillet 1872.
- Pieter Philip van Bosse est le grand-père de Christine Bakker-van Bosse, féministe et pacifiste, active notamment dans l'Alliance internationale des femmes.